# 熊梦飞 (1912年)
熊梦飞（1912年—1995年），男，湖南耒阳人，中华人民共和国军事人物，中国人民解放军少将，曾任中国人民解放军通信兵副参谋长。